# Theridion tebanum
Theridion tebanum är en spindelart som beskrevs av Claude Lévi 1963. Theridion tebanum ingår i släktet Theridion och familjen klotspindlar.
Artens utbredningsområde är Venezuela. Inga underarter finns listade i Catalogue of Life.